# Савенко Михайло Михайлович (будівельник)
Миха́йло Миха́йлович Савенко (* 4 лютого 1937 — † 19 липня 2011, Київ) — український мостобудівельник, громадський діяч, засновник благодійного фонду опікування дитячими будинками.

## З життєпису
Рано став сиротою — батько загинув на фронті, мати померла в часі війни. В 1944—1952 роках виховувався у Лісоводському дитячому будинку (Городоцький район Хмельницької області).
Закінчив Лісоводську школу, 1954 року — Луганське ремісниче училище при заводі ім. Жовтневої революції, токар-універсал 4-го розряду.
В 1956—1959 роках служив у армії.
1960 року був прийнятий на роботу — в Мостозагін № 2 тресту «Мостобуд № 1» Києва.
1967 року йому було присвоєно почесне звання «Ударник комуністичної праці».
1973 року закінчує Київський технікум транспортного будівництва. Протягом 1974—1976 років у групі радянських фахівців працює в республіці Гвінея — прокладають дороги та мости.
1986 року нагороджений медаллю «Ветеран праці».
З перших днів аварії на Чорнобильській АЕС працював над ліквідацією наслідків в зоні атомної станції. 1988 року його портрет встановлено на Алеї трудової слави ВДНГ УРСР.
1990 року вийшов на пенсію, пропрацював 30 років майстром в Мостозагоні № 2 тресту «Мостобуд № 1» Києва.
За його участі зведенні більшість мостів в сучасному Києві, багато в інших місцях України — зокрема в Кам'янці-Подільському міст «Лань, що біжить».
Похований у Києві на Биківнянському цвинтарі.

## Громадська робота
Опікувався Лісоводською школою та дитячими будинками.
Почесний громадянин села Лісоводи.
Його іменем названий благодійний фонд «Міст», котрий опікується дітьми дитячих будинків.